# Daniel Allsopp
Daniel Lee »Danny« Allsopp, avstralski nogometaš, * 10. avgust 1978, Melbourne, Avstralija.
Allsopp je nekdanji nogometni napadalec in član avstralske reprezentance.